# Bonnieure
Bonnieure – rzeka we Francji, przepływająca przez teren departamentu Charente, o długości 46,9 km. Stanowi dopływ rzeki Charente.